# Юрій Львович
Ю́рій Льво́вич (у західній історіографії — Ю́рій І) (1252/1257 — 21 квітня 1308/1315) —  князь белзький (1264—1301) і галицько-волинський (1301—1308/1315). Представник дому Романовичів з династії Рюриковичів.
Старший син галицько-волинського князя Лева I і угорської принцеси Констанції. Онук  Данила Романовича і угорського короля Бели IV. За життя батька володів Белзом і Холмом. Одружувався двічі: з Ксенією, з донькою тверського князя Ярослава Ярославича (1282—1286), і Євфимією, донькою куявського князя Казимира I, сестрою краківського князя Владислава I Локетка. Спробував відібрати частину Волині у володимирського князя Володимира Васильковича (1288). Очолив державу після смерті батька (1300). Переніс столицю до Володимира, титулувався «королем Русі і князем Володимирії». Підтримував свого швагера краківського князя Владислава I у війнах проти чеського короля Вацлава II. Втратив Люблінську землю. Уклав союз із Тевтонським орденом проти Литви. Ініціював утворення окремої Малоруської (Галицької) митрополії (1303). Відносно мирний період правління вважається останньою добою добробуту Руського королівства. 

## Біографія

### Ранні роки
Перша згадка про Юрія Львовича у Галицько-Волинському літописі належить до 1262 року, коли описується його хрещення у Галичі. Церемонія відбулася, ймовірно, в Успенському соборі міста, який після розорення Софійського собору у Києві, залишався найбільшим храмом Русі. Хрещеним батьком Юрія став литовський князь Войшелк. Під 1277 роком вміщено повідомлення про участь Юрія у поході князів Володимира Васильковича і Мстислава Даниловича на Литву, якого замість себе відправив його батько князь Лев. В 1280 році Юрій бере участь у кампанії Лева в Польщі, котра велась за допомогою монголів. В наступному 1281 році Юрій відправляється до Суздаля на весілля із донькою тверського князя Ярослава Ярославича.

### Князь Холмський і Белзький

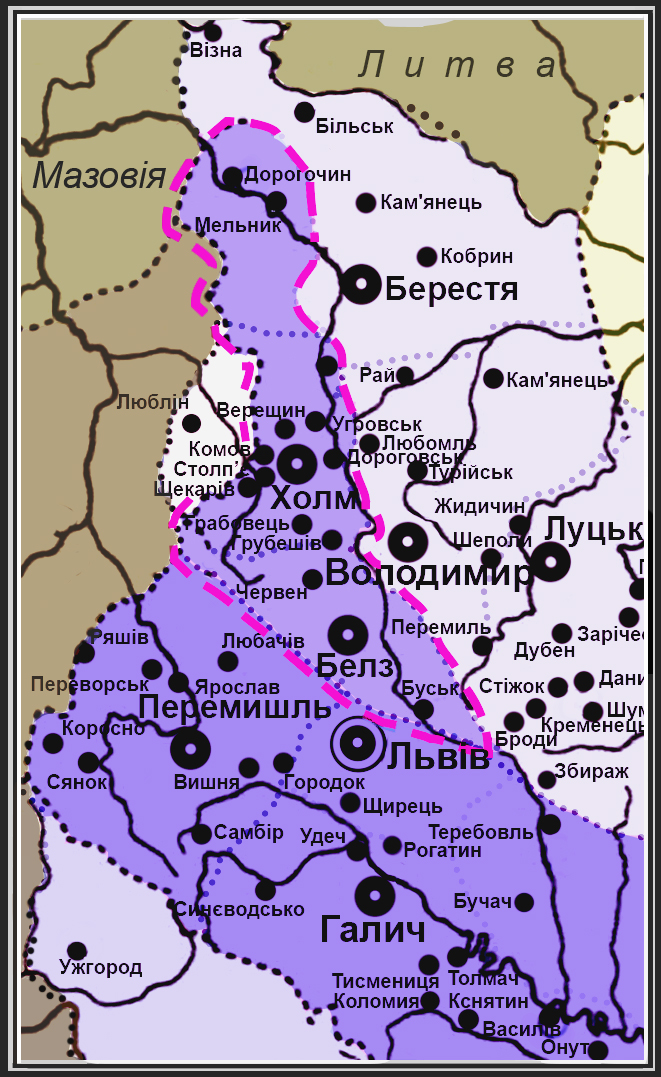
Володіння Юрія Львовича в межах держави Лева на кінець XIII століття

Точних відомостей про те, коли саме Юрій отримав від свого батька Холмську та Белзьку волості, немає. Як правило, початок самостійного княжіння пов'язують із періодом близьким до його одруження. Вперше про власні території Юрій говорить через сім років після нього, як про вже доконаний стан. Крім того, із княжінням Юрія у Холмі можна пов'язувати і ту обставину, що саме там через три роки після весілля, був похований його перший син, котрий помер у дитячому віці.[джерело?]
Відповідно до даних Галицько-Волинського літопису, до володінь Юрія належали також найвіддаленіші північні території Волинського князівства Дорогочин та Мельник. 1282 року Юрій, разом із Левом та Мстиславом бере участь у монгольському поході на Угорщину. Наступного 1283 року Юрій разом зі своїм батьком Левом, а також із Володимиром і Мстиславом беруть участь у монгольському нападі під командуванням Телебуги на Польщу.
Взимку 1284 року помирає перший малолітній син Юрія Михайло, котрого поховали у церкві Богородиці в Холмі. Через три роки, Юрій разом з іншими галицько-волинськими князями бере участь у черговому поході Телебуги на Польщу, під час якого Юрій здійснив невдалу спробу захопити Люблін. У 1288 він із батьком Левом здійснили першу спробу захопити Берестя від Володимира Васильковича, у котрого прогресувала важка хвороба. Попри те, що дане місто разом з усією Волинню були заповідані луцькому князю Мстиславу Даниловичу, Юрій займає Берестя та водночас посилає залоги у Кам'янець та Більськ. У відповідь Мстислав пригрозив Юрію втручанням татар, тому невдовзі останній був змушений покинути зайняті раніше землі.
Близько 1293 року монголо-руські війська, скориставшись політичною кризою в Польщі, захоплюють Люблін і долучають місто до земель Львової Русі, очевидно, з огляду на територіальну близькість, як частина уділів Юрія. В цей час помирає Мстислав Данилович, і практично вся Волинська земля переходить до володінь Лева. Ймовірно, в той самий час Берестейська земля також потрапляє до уділів Юрія.[джерело?]

### Князь Галицько-Волинський
Близько 1301 року, під владою Юрія опинилися всі землі Галицько-Волинського князівства. Виходячи зі збережених автентичних грамот Юрія, столицею держави стало місто Володимир. В цей час, однак, у 1302 році Люблінська земля була відвойована Польщею під керівництвом нового чеського короля Вацлава, давнього супротивника союзного із Юрієм Владислава Локетка, а Закарпаття знову стало частиною Угорщини, в період від 1307 до 1310. Проте, судячи із невеликої кількості документів, які збереглись із часу одноосібного правління Юрія, не дивлячись на ці втрати, Галицько-Волинська держава перебувала у стані миру, переживала розквіт і економічний добробут. Юрій Львович титулував себе «королем Русі, князем Володимирії» (Regis Rusie, Princeps Ladimerie), його держава користувалася добрими міжнародними зв'язками. Фрагмент літопису, що дійшов до нас у складі більш пізньої хроніки зазначає, що Юрій «муж мудрий, ласкавий і для духовенства щедрий; за його управи Руська земля тїшилася спокоєм і славилася своїм богацтвом».
Значним досягненням Юрія Львовича стало заснування в 1303 році Галицької митрополії, до складу якої увійшли єпархії: Галицька, Володимирська, Перемиська, Луцька, Холмська і Турівська. Митрополичий статус Галича був затверджений грамотою імператора Андроніка II та константинопольського патріарха Атанасія I. У структурі православної церкви новоутворена церковно-адміністративна одиниця отримала 81 місце. Першим галицьким митрополитом став Ніфонт. Однак, Галицька митрополія, створена у часи Юрія, проіснувала не довго. Через два роки, відісланий у Константинополь на поставлення у нові митрополити Петро Ратенський, отримав там титул митрополита Київського, тим самим, стара еклезіальна структура, була знову відновлена, а галицький предстоятель повернувся до статусу єпископа.[джерело?]
Від початку XX століття, в історіографії існують суперечки про останній період життя Юрія та дату його смерті. Ці суперечки були спричинені записом у одній із редакцій хроніки Длугоша, в якій вказана дата 1308 рік, як час смерті Юрія. Історики, зокрема М. Грушевський, відзначали походження цього запису із руського першоджерела та, як наслідок, непевність його коректності, оскільки Длугош відомий своїми грубими помилками у перекладі візантійсько-руської хронології «від створення світу» на датування «від Різдва Христового». Разом із тим, литовсько-руські літописи, що також ґрунтуються на давньоруських джерелах, подають більш повну картину останнього періоду життя Юрія І. Стан миру тривав перше десятиліття правління Юрія І — до 1311–1312 років. Саме від того часу між Литвою та Тевтонським орденом розпочинається чергова війна. Тевтонські війська стали здійснювати напади в глибину Литовської території доходячи до Гродна та Новгородка. Держава Юрія, як союзник Ордену, і очевидно у координації із ним, почала здійснювати свої власні атаки на Новгородок та його землі. Вступ Юрія І у війну на боці Ордену, очевидно, був пов'язаний із посиленням литовської присутності на північних кордонах володінь Юрія. На цей час, не лише Гродненська земля знаходилась під литовською владою, вона стала поширюватись і на Мінську землю, таким чином пряма загроза нависла над Підляшшям та загалом всією Волинню, Київщиною та Галичиною. У цей час, із 1314 по 1315 роки, через тривалі зими та слабкий урожай, настав брак продуктів та різкий ріст цін на всі товари. В Королівстві Польському та Руському Королівстві настав голод, за яким наступила епідемія. Військові дії Юрія І проти Литви отримали інший оберт. Поки великий литовський князь Вітень воював з Орденом, його брат (або син) Гедимін здійснив похід на ослаблені голодом та мором руські землі, здобувши Дорогочин та Берестя. В цей час Вітень, провівши успішну кампанію проти Ордену та уклавши із ним перемир'я, помирає, а Гедимін стає, таким чином, його наступником на великокнязівському престолі. Незважаючи на це, Гедимін продовжує наступ на південь, досягає столиці — Володимира та бере його в облогу. В цей час Юрій І, привівши на допомогу монголів, намагається врятувати місто під стінами якого відбувається вирішальний бій. Руська кавалерія не витримує удару литовської піхоти і починає відступати. Попри всі спроби короля відновити стрій та повернути війська, бій закінчується повною поразкою русько-монгольської армії та загибеллю Юрія І. Після бою Гедимін вирушив до Литви на церемонію вступу на великокняжий стіл. Хоча Руське Королівство продовжило існувати, воно втратило Берестейську землю, яка тепер відійшла до Литовської держави.

## Королівський титул
Про королівський титул Юрія Львовича свідчить відразу кілька джерел. Крім відомої печаті із написом «короля Руси і князя Володимирії», так його називає хроніст Іоанн із Віктрінґа («Ruthenorum regis filiam»), хроніст монастиря Хейлінґеркройц («rege Ruscie»), Томас Ебендорфер у «Хроніці Австрії» («regi Ruscie»). У «Кельнській всесвітній хроніці» країна Юрія називається «королівством» («regna Ruthenorum»), так само вона називається у записах монаха Альберта (~Штутена). Водночас, немає жодних даних про будь-яких акт коронування Юрія, відповідно до традицій латинської Європи, що передбачала участь папи та його представників. Варто зазначити, що у цей час, королівський титул, а точніше грецька калька з латини у вигляді слова ρήξ (рекс), став використовуватись і у рамках політичної культури Візантії. Зокрема, королем «рексом» названо князя Семена Гордого в одній із грамот імператора Іоанна VI Кантакузена середини XIV століття В такому випадку, королівський титул не потребував спеціального обряду коронації, а був лише іншим словом, яке передавало значення традиційного титулу — «князь». Водночас, розділення на печатці Юрія понять «королівства Русі» і «князівства Володимира», може також вказувати на акцептацію тих маєстатично-топонімічних зворотів, котрі склались у латино-європейському світі у зв'язку з короткотривалим правлінням Арпадів у Галичі в домонгольську добу, або, також, на особливе підкреслення ролі міста Володимира, як найбільш давнього центру влади Руської держави Рюриковичів у регіоні.

## Характеристика правління

### Зовнішня політика
Мирний характер правління, яким, як заведено вважати, відзначалась епоха Юрія, може бути пов'язаний як із його особистими якостями, так із винятково сприятливою зовнішньополітичною кон'юнктурою, котра склалася на той час навколо Галицько-Волинської Русі. Основний чинник міжнародного та внутрішнього життя — Золота Орда тоді переживала правління хана Тохти, перебування якого на ханському престолі майже повністю збіглось із періодом княжіння Юрія. У 1300 році Тохта перемагає беклярбека Ногая, який з 1270 року правив у Північному Причорномор'ї. В цей самий час (найпізніше на наступний рік) Юрій наслідує своєму батьку Леву. Смерть Тохти датується 1312 роком, за два роки до загибелі Юрія (відповідно до пізньої дати його смерті). Від часу перемоги над Ногаєм і до кінця свого правління Тохта був зосереджений, в основному, справами пов'язаними з Азербайджаном і боротьбою з італійцями у Криму. Наступний ключовий сусід Галицько-Волинської держави — Угорське королівство, якраз у перший рік правління Юрія увійшло у, майже, двадцятирічний період боротьби за спадщину династії Арпадів, останній представник якої Андрій III помер у 1301 році. З початком правління Юрія також збіглась активна фаза внутрішньої боротьби у Польщі, пов'язаної із коронацією на польський престол чеського короля Вацлава II та втечі за кордон Владислава Локєтка — обидві події відбулись у 1300 році. Після цього в Польщі почався період тривалої боротьби за владу між різними претендентами, котра завершилася лише в 1314 році утвердженням влади Локєтка, що теж збіглось у часі зі смертю Юрія. Міцніюча Литовська держава на чолі із Вітенем була зайнята війною із Тевтонським орденом; фактично, на кожен рік правління Юрія припадав, принаймні, один литовський похід на Захід. Зовнішньополітична діяльність Юрія характерна переглядом тих зв'язків, котрі склалися в епоху Лева. Якщо раніше Лев виступав у ролі союзника чеського короля Вацлава II, що у 1300 році став одночасно і королем Польщі, то Юрій, навпаки, підтримував суперника Вацлава — князя Владислава Локєтка. Союз Лева із Вацлавом, давав можливість, по-суті, поділити між ними Сандомирське князівство, внаслідок чого до Русі відійшла Люблінська земля. Переорієнтація політики Юрія могла мати пояснення як у родинних зв'язках (його жінка була сестрою Локетка), так і побоюваннями отримати надто сильного сусіда на Заході в особі Вацлава II, який володів двома королівствами, а його син Вацлав III, на той час, успішно боровся за владу в Угорщині. Подальші успіхи чехів могли б у майбутньому створити серйозні загрози, передовсім для Галичини, яка була давнім об'єктом претензій угорських королів. Крім того, варто зазначити, що Вацлав II був внуком Ростислава Чернігівського — колишнього суперника Романовичів за владу в Галичині. Розрив союзу із Чехією, відбився й у політиці Юрія щодо боротьби за владу в Угорщині, після смерті останнього Арпадовича. Серед трьох претендентів — Вацлава III, Карла Роберта Сицилійського та Отто III Баварського, Юрій підтримав останнього. Відповідно до тогочасних джерел, Отто перебуває на Русі у 1308 році, після свого повернення з полону в Угорщині де отримує прихильний прийом Юрія який і сприяв його визволенню.

### Внутрішня політика
Головною внутрішньополітичною подією пов'язаною із правлінням Юрія Львовича можна вважати утворення окремої Галицької митрополії. Після монгольського завоювання більша частина Русі: як Київщина так і Залісся (Суздальщина), опинились у прямій залежності від ординських ханів та були включені у їхню систему регулювання релігійних відносин. До складу цієї системи були включені також і предстоятелі Руської церкви — Київські митрополити, які стали селитись у Володимирі Заліському — князям якого в Орді видавали ярлик на велике княжіння і які, у рамках монгольського правління, займали провідний статус. У результаті, ті руські землі, які не входили у сферу безпосереднього монгольського правління — Галицько-Волинське князівство та коло-литовські землі (Гродненське, Мінське князівства), опинились у становищі еклезіального вакууму. Вже 1291 та 1300 роками датується початок існування Литовської митрополії із центром у Новгородку. В цих обставинах, Юрій робить кроки до утвердження власної митрополії, центром якої стає Галич. Хоча в післямонгольський період головними княжими резиденціями були Холм, Львів та Володимир, Галич, очевидно, зберігав важливе сакрально-символічне значення, про що свідчить, наприклад, обряд хрещення самого Юрія, проведений у Галичі вже у післямонгольський період, коли він втратив значення політичного центру. Крім того, чинниками вибору саме його як центру нової митрополії могли бути наявність тут одного із найбільших храмів Русі — Успенського собору, а також традиційно тісні зв'язки Галича із Константинополем. У 1302(3)[прояснити] році з'являються відомості про висвячення константинопольським патріархом Атанасієм І, першого галицького митрополита Ніфонта період предстоятельства якого тривав, однак, досить коротко. Такий крок Константинополя був досить не типовий для Візантійської політики того часу, яка була спрямована на союз із Ордою та використання Київської митрополії як засобу для його функціонування та зміцнення. Тому висвячення Ніфонта свідчить про значний успіх Юрія у галицько-волинській дипломатії, шляхи досягнення якого досі залишаються невідомими. Після смерті Ніфонта Юрій зробив ще один крок для зміцнення внутрішньої безпеки своєї держави відправивши на поставлення у Константинополь місцевого руського монаха Петра. Отже, вдруге (після кандидата Данила Галицького — Кирила III) в історії Руської церкви митрополичу кафедру повинен був, канонічним чином, посісти не грек, а русин. Хоча подальші події розійшлись із початковими намірами Юрія, монополія греків в управлінні Руською митрополією, що тривала з часів Хрещення Русі, була ослаблена. В історичній літературі, поставлення Петра на митрополита Київського із резиденцією у Володимирі Заліському, часто сприймається як невдача Юрія, однак, таке тлумачення цього історичного епізоду, пов'язане із пізнішою літературою про Петра, створеною у Москві та позначеною московським патріотизмом. Немає ніяких даних про те що Петро, бувши предстоятелем, діяв всупереч інтересам Юрія, чи церковним справам Галицько-Волинської Русі, хоча, був у повній згоді із монгольським правлінням та політикою ханів Тохти та Узбека[джерело?].

### Будівельна діяльність
Дані про будівельну діяльність Юрія Львовича базуються на непевному історичному матеріалі, та мають приблизний характер. Найбільш давньою є традиція пов'язувати із його ініціативою спорудження львівського храму святого Юрія котрий, згодом, став головним катедральним собором Галичини. Є два варіанти причетності Юрія до будівництва цієї споруди: як результат його одноосібної діяльності, або як храм споруджений на його честь батьком Левом — будівничим Львова.
З діяльністю Юрія пов'язують також будівництво церкви апостолів Петра і Павла у Львові, котра згодом, у часи угорського управління Галичиною, була передана католицькому ордену домініканців, та стала основою розвитку їхнього монастирського комплексу. Відповідно до аналізу окремих джерел, львівський історик І. Мицько висунув гіпотезу про те, що побудована Юрієм церква Петра і Павла у Львові, пов'язана з тісною співпрацею князя із митрополитом Петром Ратенським і функціонувала як його митрополича катедра.
На основі середньовічного джерела початку XIV під назвою «Книга знань про всі королівства, землі і володіння, які є у світі» де описується королівство Лева (Leon) із головним центром у Львові, ряд вчених запропонували розглядати епоху Юрія як період не лише будівництва окремих споруд, але також і розширення та розбудови всього нового столичного міста загалом.

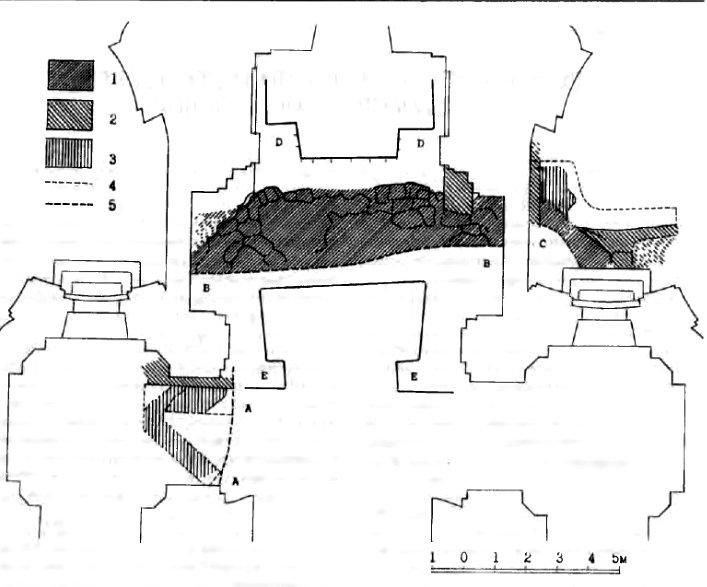
Фундаменти первісної церкви св. Юра у Львові[e]
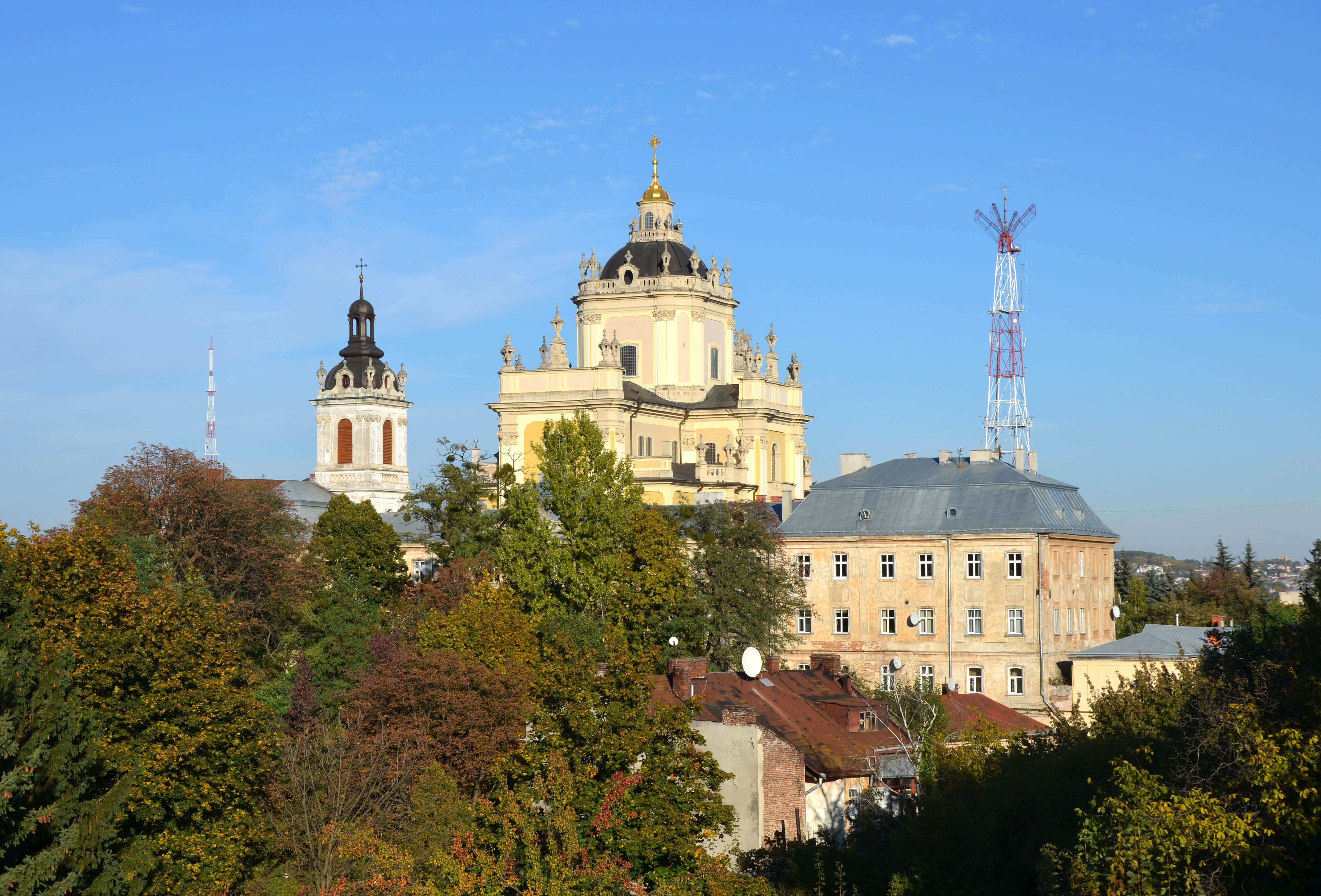
Церква Юра у Львові, фото 2013 року.
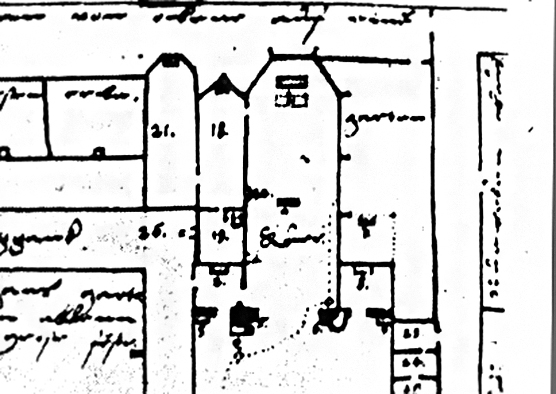
Церква Петра і Павла як домініканський пресбітеріум[f]
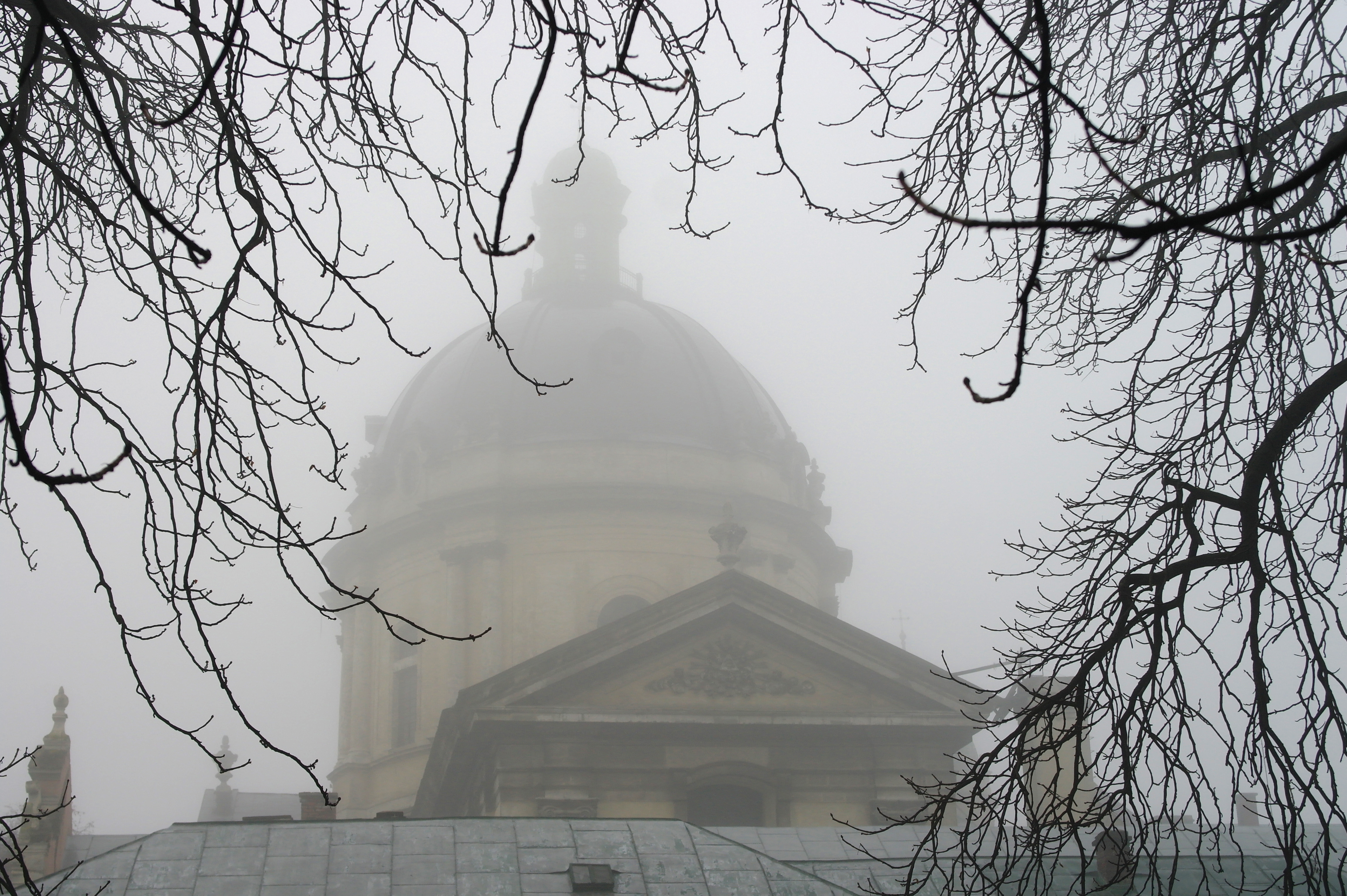
Домініканський собор з півночі, де розташовувалася церква Петра і Павла.

## Родина
1 Дружина — Ксенія (?—1286), донька князя Ярослава Тверського
Діти:
- Син: Михайло (1283 — бл. 1286)

2 Дружина (з 1287) — Єфимія (?—1308), донька куявського князя Казимира I
Діти:
- Андрій (пом. 1323) — князь Волинський і король Руський (1308 або 1315—1323)
- Лев (пом. 1323) — князь Луцький, (можливо король Галицький разом з Андрієм) (1308 або 1315—1323)
- Марія (пом. 1341) — княжна Галицько-Львівська, дружина мазовецького князя Тройдена I, мати князів Юрія II Болеслава та Земовита III
- Анастасія (пом. бл. 1364) — дружина князя Олександра Тверського, її внуками  були король Польщі Владислав II Ягайло та Великий князь Руський Свидригайло.

## Вшанування пам'яті
- На честь нього названа Благодійна громадська фундація імені Короля Юрія[джерело?].

## Зауваги
1. ↑  Відповідно до даних Галицько-волинського літопису
2. ↑  З цією картиною була згідна ціла низка провідних спеціалістів з історії Галицько-Волинського князівства, зокрема Антонович, Стаднїцкий, Шараневич, Дашкевич, Андріяшів, Ржежабек, Іванів, Кордуба
3. ↑  Тут мається на увазі правління в Галичі угорських королевичів Коломана 1214–1219, та Андрія 1227–1230, 1232–1233, з титулами «короля Галичини та Володимирії»
4. ↑  Відхід Лева до монастиря, з одного боку, та зміна татарської влади після смерті Ногая — з іншого боку, можуть бути пов’язаними подіями. Лев як давній союзник (і можливо васал) Ногая більше не вписувався у політичну конструкцію, означену перемогою Тохти — ногаєвого ворога.
5. ↑  за В. Січинським
6. ↑  за М.Ґруневеґом